# Capitalismo y esquizofrenia
Capitalismo y esquizofrenia (en su francés original: Capitalisme et Schizophrénie) es una obra teórica en dos volúmenes escrita por los autores franceses Gilles Deleuze y Félix Guattari, filósofo y psicoanalista, respectivamente. Los dos volúmenes en cuestión son El anti-edipo (1972) y Mil mesetas (1980).

## El anti-edipo
El anti-edipo (en francés: L'Anti-Œdipe, 1972) es el primer volumen de Capitalismo y esquizofrenia, siendo el segundo volumen Mil Mesetas (1980). Presenta una ecléctica mezcla de psicología, economía, sociedad e historia, mostrando cómo los regímenes «primitivos», «despóticos» y capitalistas difieren en su organización de la producción, inscripción y consumo. Afirma describir cómo el capitalismo canaliza en última instancia todos los deseos a través de una economía axiomática basada en el dinero, una organización unimental que es abstracta, en lugar de ser local o material.

## Mil mesetas
Mil mesetas (en francés: Mille Plateaux, 1980) es el segundo volumen de Capitalismo y esquizofrenia. El libro está escrito en una serie de "mesetas", un concepto derivado de Gregory Bateson, identificadas por una fecha y un título particular. Cada una se refiere a una era o fecha que haya tenido un rol central en el mundo. El libro refleja el rechazo de Deleuze y Guattari hacia la organización jerárquica arborescente en favor de un crecimiento rizomático menos estructurado. Un concepto central del libro opone la máquina de guerra nómada al aparato estatal. En la última meseta se invoca la mecanósfera.

Es como un grupo de anillos entrelazados. Cada anillo, o cada meseta, debería tener un clima propio, un tono o un timbre propio. Es un libro de conceptos. La filosofía se ha ocupado siempre de conceptos, y hacer filosofía es intentar crear o inventar conceptos. Pero hay varios aspectos posibles en los conceptos. Durante mucho tiempo, los conceptos han sido utilizados para determinar lo que una cosa es (esencia).
Por el contrario, a nosotros nos interesan las circunstancias de las cosas –¿en qué caso? ¿dónde y cuándo? ¿cómo?, etc.–. Para nosotros, el concepto debe decir el acontecimiento, no la esencia. De ahí surge la posibilidad de introducir en filosofía procedimientos novelescos muy simples. Por ejemplo, un concepto como el de ritornelo debe decirnos en qué casos experimentamos la necesidad de canturrear. O el rostro: pensamos que el rostro es un producto, y que no todas las sociedades lo producen, sino sólo aquellas que lo necesitan. ¿Por qué y en qué casos? Cada anillo o cada meseta debe, pues, trazar un mapa de circunstancias, y por eso cada una tiene una fecha, una fecha ficticia y una ilustración, una imagen. Es un libro ilustrado. De hecho, lo que nos interesa son aquellos modos de individuación distintos de las cosas, las personas o los sujetos: la individuación, por ejemplo, de una hora del día, de una región, de un clima, de un río o de un viento, de un acontecimiento.
Quizá sea un error creer en la existencia de cosas, personas o sujetos. El título Mil Mesetas remite a estas individuaciones que no son las de las personas o las cosas.

Las mesetas que componen el volumen son:
1. INTRODUCCIÓN: RIZOMA.
2. 1914 - ¿UNO SÓLO O VARIOS LOBOS?.
3. 10.000 a J.C. - LA GEOLOGÍA DE LA MORAL.
4. 20 de noviembre de 1923 -POSTULADOS DE LA LINGÜÍSTICA.
5. 587 a J.C. - SOBRE ALGUNOS REGÍMENES DE SIGNOS.
6. 28 de noviembre de 1947 - ¿CÓMO HACERSE UN CUERPO SIN ÓRGANOS?
7. AÑO CERO – ROSTRIDAD.
8. 1874 - TRES NOVELAS CORTAS O ―¿QUÉ HA PASADO?
9. 1933 - MICROPOLÍTICA Y SEGMENTARIDAD.
10. 1730 - DEVENIR-INTENSO, DEVENIR-ANIMAL, DEVENIR-  IMPERCEPTIBLE.
11. 1837 - DEL RITORNELO.
12. 1227 - TRATADO DE NOMADOLOGÍA: LA MÁQUINA  DE GUERRA...
13. 7.000 a. J.C. - APARATO DE CAPTURA..
14. 1440 - LO LISO Y LO ESTRIADO
15. CONCLUSIÓN: REGLAS CONCRETAS Y MÁQUINAS ABS-  TRACTAS.

Mil mesetas sirvió como un modelo para Imperio, el libro de Michael Hardt y Antonio Negri.

### Enlaces sobre El Anti-Edipo
- Ensayo Archivado el 5 de septiembre de 2007 en Wayback Machine. de Esther Díaz sobre Gilles Deleuze que incluye información del Anti-Edipo
- Entrevista a los autores sobre El Anti-Edipo (RTF)

### Enlaces sobre Mil Mesetas
- Ensayo de Numa Tortolero acerca de Mil Mesetas
- Entrevista sobre Mil Mesetas
- Ensayo de Carlos Reynoso: Árboles y redes - Crítica del pensamiento rizomático de Deleuze y Guattari

- Datos: Q3656893